# Oxydothis selenosporellae
Oxydothis selenosporellae är en svampart som beskrevs av Samuels & Rossman 1987. Oxydothis selenosporellae ingår i släktet Oxydothis, ordningen kolkärnsvampar, klassen Sordariomycetes, divisionen sporsäcksvampar och riket svampar.   Inga underarter finns listade i Catalogue of Life.